# کلرمانت، شهرستان برلینگتون، نیوجرسی
کِلِرْمانت یک سکونتگاه ثبت رسمی نشده واقع در مونت هالی در شهرستان برلینگتون ایالت نیوجرسی، کشور ایالات متحده آمریکا است. این شهر در بخش غربی شهرستان واشینگتن (مسیر شهری ۵۳۷) واقع شده‌است و دارای خانه‌های کوچک و کلیساهای کوچک متعددی در یک شبکهٔ کوچک خیابانی است.